# Jean Palardy
Pour les articles homonymes, voir Palardy.
Jean Palardy (Fitchburg, Massachusetts, 23 septembre 1905 – 28 novembre 1991  est un peintre, un historien de l'art, un ethnologue et un réalisateur canadien.

## Biographie
Né à Fitchburg dans le Massachusetts, il est originaire d'une famille franco-américaine. Arrivé au Canada en 1908, il a grandi dans une famille de huit enfants. Il a fait ses études classiques au collège Saint-Laurent et au séminaire de Sainte-Thérèse.
Il fit ses études à l'École des Beaux-Arts de Montréal, qui était alors dirigée par Charles Maillard. Il devint l'élève de Jean Van Empel, puis de Maurice Cullen. Il épouse la peintre Jori Smith en 1930.
Après plusieurs voyages en Europe, il fonde la Société d'art contemporain, travaille avec Marius Barbeau. À Sainte-Adèle, dans les Laurentides, il est nommé responsable de l'aménagement intérieur de l'Hôtel Le Chantecler en 1939.
L'Office national du film l'emploie à ses services à partir de 1941 : pendant dix-neuf ans, il réalise de nombreuses œuvres documentaires. Roger Lemelin fut l'un de ses collaborateurs.
En 1963, il écrit son ouvrage le plus marquant, intitulé Les Meubles anciens du Canada français, pour lequel il avait reçu une bourse du Conseil des Arts du Canada. Salué comme un livre de référence, il reçut les éloges de Jean-Paul Morisset, Patrick Nagle, Georges-Henri Rivière, Scott Symons et Michel Lessard.
À l'époque, Palardy visitait régulièrement les places fortes de la Nouvelle-Écosse et de la France. Il a été consulté pour la reconstitution de la Grande Hermine pour l'Exposition universelle de 1967 et la restauration de la forteresse de Louisbourg sur l'île du Cap-Breton. En 1975, il commence un projet pour restaurer le manoir Jacques-Cartier. Il est devenu consultant dans plusieurs musées, dont le château Ramezay, le musée McCord, le musée de l'Île Sainte-Hélène et le musée national de l'homme.

## Filmographie

### comme réalisateur
- 1947 : Métropole
- 1949 : Marée montante
- 1951 : Oyster Man
- 1951 : Îles-de-la-Madeleine
- 1952 : L'Homme aux oiseaux (en) (avec Bernard Devlin)
- 1954 : Sorel
- 1954 : Bush Doctor
- 1955 : Two Countries, One Street
- 1955 : Soirée de chantiers
- 1955 : The Lumberjack
- 1955 : Eye Witness No. 71
- 1955 : Chantier coopératif
- 1956 : Designed for Living
- 1956 : Agronomy
- 1957 : Carnival in Quebec
- 1959 : Correlieu

### comme scénariste
- 1949 : Le Gros Bill
- 1954 : Sorel
- 1954 : Bush Doctor
- 1955 : Soirée de chantiers

### comme directeur de la photographie
- 1955 : Soirée de chantiers
- 1955 : Eye Witness No. 71

### comme producteur
- 1955 : Soirée de chantiers

## Musées et collections publiques
- Agnes Etherington Art Centre
- Cinémathèque québécoise
- Galerie Leonard & Bina Ellen, Université Concordia
- Musée de Charlevoix
- Musée d'art de Joliette
- Musée des beaux-arts de Montréal
- Musée des Hospitalières de l'Hôtel-Dieu de Montréal
- Musée national des beaux-arts du Québec[3]

## Honneurs
En commentant Les Meubles anciens, Laurier Lacroix écrit en 2006 qu'il constitue un monument pour ses prédécesseurs et un phare pour ses successeurs. D'abord édité en France, il est ensuite publié chez les éditeurs St. Martin's Press, Pierre Tisseyre et Eric MacLean.
Il a reçu un dernier hommage de Gérard Lavallée en 1984 au Musée d'art de Saint-Laurent avant de mourir le 28 novembre 1991. Il est le premier à accéder à l'Ordre national du Québec à titre posthume. Roger Blais lui a consacré une biographie en 1993.
Le chemin Jean-Palardy à Petite-Rivière-Saint-François et le mont Jean-Palardy à Lac-Pikauba ont été nommés en son honneur.
- Officier de l'Ordre du Canada, 1967[6]
- Certificat de mérite de la Société historique du Canada, 1975
- Grand Officier de l'Ordre national du Québec, 1992